# Buster Mottram
Christopher 'Buster' Mottram (Kingston upon Thames, 25 aprile 1955) è un ex tennista britannico.

## Carriera
In carriera ha vinto 2 titoli in singolare e 5 titoli di doppio. Nei tornei del Grande Slam ha ottenuto il suo miglior risultato raggiungendo gli ottavi di finale nel singolare all'Open di Francia nel 1977, agli US Open nel 1980 e a Wimbledon nel 1982.
In Coppa Davis ha disputato un totale di 41 partite, ottenendo 31 vittorie e 10 sconfitte.

## Statistiche

### Singolare

#### Vittorie (2)
| Numero | Anno           | Torneo                            | Superficie  | Avversario in finale | Punteggio   |
| 1.     | 17 aprile 1975 | Johannesburg Indoor, Johannesburg | Cemento     | Tom Okker            | 6-4 6-2     |
| 2.     | 24 aprile 1976 | ATP Palma, Palma di Majorca       | Terra rossa | Jun Kuki             | 7-6 6-3 6-3 |

### Singolare

#### Finali perse (5)
| Numero | Anno            | Torneo                           | Superficie  | Avversario in finale | Punteggio          |
| 1.     | 8 febbraio 1977 | Dayton Open, Dayton              | Sintetico   | Jeff Borowiak        | 3-6, 3-6           |
| 2.     | 17 aprile 1977  | Murcia Open, Murcia              | Terra rossa | José Higueras        | 4-6, 0-6, 3-6      |
| 3.     | 4 dicembre 1977 | South African Open, Johannesburg | Cemento     | Guillermo Vilas      | 6-7, 3-6, 4-6      |
| 4.     | 28 maggio 1978  | BMW Open, Monaco di Baviera      | Terra rossa | Guillermo Vilas      | 1-6, 3-6, 3-6      |
| 5.     | 25 luglio 1982  | Dutch Open, Hilversum            | Terra rossa | Balázs Taróczy       | 6-7, 7-6, 3-6, 6-7 |

### Doppio

#### Vittorie (5)
| Numero | Anno            | Torneo                                        | Superficie  | Compagno     | Avversari in finale           | Punteggio     |
| 1.     | 21 aprile 1974  | Carolinas International Tennis, Charlotte     | Terra rossa | Raúl Ramírez | Owen Davidson John Newcombe   | 6–3, 1–6, 6–3 |
| 2.     | 17 luglio 1977  | Austrian Open, Kitzbühel                      | Terra rossa | Roger Taylor | Colin Dowdeswell Chris Kachel | 7-6, 6-4      |
| 3.     | 31 ottobre 1977 | Swiss Indoors, Basilea                        | Sintetico   | Mark Cox     | John Feaver John James        | 7-5, 6-4, 6-3 |
| 4.     | 29 marzo 1981   | Stuttgart Indoor, Stoccarda                   | Cemento     | Nick Saviano | Craig Edwards Eddie Edwards   | 3-6, 6-1, 6-2 |
| 5.     | 26 aprile 1982  | British Hard Court Championships, Bournemouth | Terra rossa | Paul McNamee | Henri Leconte Ilie Năstase    | 3–6, 7–6, 6–3 |

### Doppio

#### Finali perse (6)
| Numero | Anno             | Torneo                                        | Superficie  | Compagno          | Avversari in finale       | Punteggio     |
| 1.     | 4 novembre 1978  | Japan Open Tennis Championships, Tokyo        | Terra rossa | Željko Franulović | Ross Case Geoff Masters   | 2-6, 6-4, 1-6 |
| 2.     | 4 dicembre 1979  | South African Open, Johannesburg              | Cemento     | Mike Cahill       | Bob Hewitt Frew McMillan  | 6-1, 1-6, 4-6 |
| 3.     | 29 luglio 1980   | Dutch Open, Hilversum                         | Terra rossa | Tony Giammalva    | Tom Okker Balázs Taróczy  | 5-7, 3-6, 6-7 |
| 4.     | 27 aprile 1981   | British Hard Court Championships, Bournemouth | Terra rossa | Tomáš Šmíd        | Ricardo Cano Víctor Pecci | 4-6, 6-3, 3-6 |
| 5.     | 28 febbraio 1982 | Genoa WCT, Genova                             | Sintetico   | Mike Cahill       | Pavel Složil Tomáš Šmíd   | 7-6, 5-7, 3-6 |
| 6.     | 24 ottobre 1982  | Amsterdam WCT, Amsterdam                      | Sintetico   | Kevin Curren      | Fritz Buehning Tomáš Šmíd | 6-4, 3-6, 0-6 |